# Seznam českých vítězů světových pohárů
Seznam českých vítězů světových pohárů – vítězů v celkovém hodnocení světových pohárů, kteří reprezentovali Česko od roku 1993.

## Jednotlivci
| Světový pohár | Jméno           | Sport             | Disciplína            | Kategorie / Pozice | Jednotlivé medaile |
| ------------- | --------------- | ----------------- | --------------------- | ------------------ | ------------------ |
| SP 2016/17    | Tomáš Bábek     | cyklistika        | dráhová cyklistika    | keirin             |                    |
| SP 2009/10    | Zdeněk Štybar   | cyklistika        | cyklokros             | —                  | 3/4/1              |
| SP 1997       | Martin Doktor   | kanoistika        | rychlostní kanoistika |                    |                    |
| SP 1998       | Martin Doktor   | kanoistika        | rychlostní kanoistika |                    |                    |
| SP 1999       | Martin Doktor   | kanoistika        | rychlostní kanoistika |                    |                    |
| SP 2000       | Martin Doktor   | kanoistika        | rychlostní kanoistika |                    |                    |
| SP 2001       | Martin Doktor   | kanoistika        | rychlostní kanoistika |                    |                    |
| SP 2002       | Martin Doktor   | kanoistika        | rychlostní kanoistika |                    |                    |
| SP 2003       | Martin Doktor   | kanoistika        | rychlostní kanoistika | C1                 |                    |
| SP 2004       | Martin Doktor   | kanoistika        | rychlostní kanoistika |                    |                    |
| SP 1993       | Lukáš Pollert   | kanoistika        | vodní slalom          | C1                 |                    |
| SP 1999       | Stanislav Ježek | kanoistika        | vodní slalom          | C1                 |                    |
| SP 2011       | Stanislav Ježek | kanoistika        | vodní slalom          | C1                 |                    |
| SP 2017       | Vít Přindiš     | kanoistika        | vodní slalom          | K1                 |                    |
| SP 2007/08    | Lukáš Bauer     | klasické lyžování | běh na lyžích         | —                  | 7/3/0              |
| SP 2006       | Libor Capalini  | moderní pětiboj   | —                     | —                  | 1/0/0              |
| SP 2004       | Tomáš Mrázek    | sportovní lezení  | lezení na obtížnost   | —                  | 4/4/1              |
| SP 2009       | Adam Ondra      | sportovní lezení  | lezení na obtížnost   | —                  | 4/0/0              |
| SP 2010       | Adam Ondra      | sportovní lezení  | bouldering            | —                  | 3/2/0              |
| SP 2015       | Adam Ondra      | sportovní lezení  | lezení na obtížnost   | —                  | 2/2/0              |
| SP 2005       | Ondřej Synek    | veslování         |                       | skif               |                    |
| SP 2007       | Ondřej Synek    | veslování         |                       | skif               |                    |
| SP 2008       | Ondřej Synek    | veslování         |                       | skif               |                    |
| SP 2010       | Ondřej Synek    | veslování         |                       | skif               |                    |

## Družstva a štafety
| Světový pohár | Jméno                        | Sport      | Disciplína   | Kategorie / Pozice | Jednotlivé medaile |
| ------------- | ---------------------------- | ---------- | ------------ | ------------------ | ------------------ |
| SP 1993       | Miroslav Šimek, J. Rohan     | kanoistika | vodní slalom | C2                 |                    |
| SP 1993       | Jiří Rohan, M. Šimek         | kanoistika | vodní slalom | C2                 |                    |
| SP 1994       | Miroslav Šimek, J. Rohan     | kanoistika | vodní slalom | C2                 |                    |
| SP 1994       | Jiří Rohan, M. Šimek         | kanoistika | vodní slalom | C2                 |                    |
| SP 1995       | Miroslav Šimek, J. Rohan     | kanoistika | vodní slalom | C2                 |                    |
| SP 1995       | Jiří Rohan, M. Šimek         | kanoistika | vodní slalom | C2                 |                    |
| SP 2005       | Jaroslav Volf, O. Štěpánek   | kanoistika | vodní slalom | C2                 |                    |
| SP 2005       | Ondřej Štěpánek, J. Volf     | kanoistika | vodní slalom | C2                 |                    |
| SP 2003       | Ondřej Synek, M. Doleček ml. | veslování  |              | dvojskif           |                    |
| SP 2003       | Milan Doleček ml., O. Synek  | veslování  |              | dvojskif           |                    |

## Kluby
| Světový pohár | Jméno                           | Sport    | Disciplína |
| ------------- | ------------------------------- | -------- | ---------- |
| SP 1998       | Severka Ústí nad Labem          | hokejbal |            |
| SP 1999       | Severka Ústí nad Labem          | hokejbal |            |
| SP 2004       | Elba Ústí nad Labem             | hokejbal |            |
| SP 2005       | SK Hokejbal Letohrad            | hokejbal |            |
| SP 2007       | HBC Habešovna Gladiators Kladno | hokejbal |            |
| SP 2008       | HBC Kladno                      | hokejbal |            |
| SP 2010       | HBC Hradec Králové              | hokejbal |            |
| SP 2013       | HBT Vlašim                      | hokejbal |            |
| SP 2014       | HBC Kladno                      | hokejbal |            |

## Přehled vítězství podle sportů
| Sport             | Muži | Ženy | Celkem | Odkazy |
| ----------------- | ---- | ---- | ------ | ------ |
| Biatlon           |      | +    |        |        |
| Cyklistika        | +    | +    |        |        |
| Hokejbal          | +    |      |        |        |
| Kanoistika        | +    | +    |        |        |
| Klasické lyžování | +    |      |        |        |
| Moderní pětiboj   | +    |      |        |        |
| Rychlobruslení    |      | +    |        |        |
| Snowboarding      |      | +    |        |        |
| Sportovní lezení  | +    | 0    |        |        |
| Veslování         | +    | +    |        |        |